# Теорія надійності старіння та довголіття
Теорія надійності старіння та довголіття — модель даних виникнення процесу старіння, запропонована в роботах Гаврілова Л. А. і Гаврілової Н. С..

## Сутність
Ця модель пояснює старіння та стратегії виживання організмів за допомогою теорії надійності, загальної системної теорії надійності та розрушення.